# ことえり
ことえりとは、かつてAppleのオペレーティングシステム (OS) であるMac OS日本語版、OS X（Mavericks以前）、およびOS X Serverに組み込まれていた日本語入力プログラムである。
現在のOSでは、新たな日本語入力プログラム (macOS)を採用している（キーボード操作は「ことえり」を踏襲）。

## 概要
ことえりの名は、源氏物語の一巻・帚木にある「文を書けど、おほどかに言選りをし」に由来し、「言葉を選ぶ」ことを意味する。ことえり以前、同様の役割は2.0変換と2.1変換が担った。
初期は日本語解析辞書の収録単語が少なく、変換効率が悪かった。Mac OS 8に搭載された「ことえり2」で辞書を大幅に強化し、固有名詞などについてはサードパーティの製品を上回る性能を発揮したものの、文脈を考慮した変換ができなかったため、形態素解析に基づくAI変換を採用した他社製品に変換効率で水をあけられていた。一方、Mac OS 8.5に搭載された「ことえり2.2」では早期からUnicodeに対応し、Mac OS X v10.0に搭載された「ことえり2.5」では1万数千文字以上が利用できるようになっている。
Mac OS X v10.1に搭載された「ことえり3」で、はじめてAI変換を採用。変換効率が格段に向上し、Mac OS X v10.2の「ことえり3」ではAdobe-Japan1-5での異体字の入力に最も早く対応している。Mac OS X v10.3に搭載された「ことえり4」では、Mac OS X上で競合するATOKやEGBRIDGEなどの製品とシェア争いを繰り広げられるほどになった。すなわち、変換効率を向上するためにわざわざインプットメソッドを購入するというユーザが減った。ただし、ローマ字かな変換ルールなどのカスタマイズ性についてはOS X 10.9時点でも乏しいため、依然選択の余地は残っている。
Mac OS X Lionに搭載された「ことえり4.3」では、変換ウインドウのユーザインタフェースを一新し、OS Xに搭載されている国語辞典（『大辞泉』）から、単語の定義を表示する機能などが追加された。
「ことえり4」以降での特徴的な機能としては「アイヌ語」の入力、モードの切り替え作業なしに話し言葉や「関西弁」の入力ができ、部品の共通する漢字の検索、関連文字への変換がキーボードショートカットで可能なこと、Microsoft IMEに近いキーバインドも選択可能なことなどが挙げられる。このほか「英数」キーを2回押すことで誤って入力したかなをアルファベットに変換したり、「かな」キーを2回押すことで確定した文字を変換前の状態に戻したりすることができる（かな英数キー2度押し機能）。
現在のショートカットは、例えば平仮名に変換するcontrol+J、片仮名に変換するcontrol+Kなどが用意されていて（UNIXで一般的なWnnのキーバインド）、メニューにもそう記載されている。ことえり初期バージョンで使用されていたもの（平仮名変換は⌥ Option+Z、片仮名変換は⌥ Option+Xなど）も使用することができるため、昔から使っていたユーザも違和感なく使うことが可能である。
小書きの仮名をローマ字入力を入力する際「ぁ」はXAと打つが、Microsoft IME風のLAにすることもできる。「ことえり2」までは、変換候補表示から文節長や変換対象の変更などの操作が、マウスで行えた。現在はその数こそ減ったものの、まだいくつか残っている。
iOS搭載のインプットメソッドはことえりではなく、米Appleで増井俊之ら日本人開発者により新たに開発された専用のものである。
Mac OS X Server 1.0ではことえりは採用されずCannaを搭載していた。 
2014年10月16日に発売されたOS X Yosemite（OS X バージョン10.10）からは、ことえりは全く別の日本語入力プログラム (Japanese Input Method）に置き換えられた。OS X El Capitan（OS X バージョン10.11）には、日本語ライブ変換が実装された。ただし、キーボード操作にはことえりを踏襲している。

## 略歴
- 1992年10月 - 「ことえり」漢字Talk 7.1から付属。
- 1997年9月26日 - 「ことえり2」Mac OS 8から付属。再変換辞書を搭載し変換のやり直しが可能に。
- 1998年3月6日 - 「ことえり2.1」Mac OS 8.1から付属。
- 1998年10月17日 - 「ことえり2.2」Mac OS 8.5から付属。Unicodeに対応。
- 2001年3月24日 - 「ことえり2.5」Mac OS X v10.0から付属。
- 2001年9月25日 - 「ことえり3」Mac OS X v10.1から付属。AI変換に対応。
- 2003年10月24日 - 「ことえり4」Mac OS X v10.3から付属。予測変換に対応。
- 2007年10月26日 「ことえり4.1」Mac OS X v10.5に付属。
- 2009年8月28日 - 「ことえり4.2」Mac OS X v10.6に付属。
- 2011年7月20日 - 「ことえり4.3」Mac OS X Lionに付属。
- 2012年7月24日 - 「ことえり4.4」OS X Mountain Lion、OS X Mavericksに付属。

## イースター・エッグ
漢字Talk 7.1から付属することえりの初期バージョンではイースターエッグが存在する。「ことえりのさくしゃ」と入力し変換することで、宮武伸裕（ことえりチューナーの作者）、原 啓介（Font Patchin'の作者）、木田泰夫 (元Apple Inc. International Text Group)、高野琢巳（へたダサヘルパーの作者）、と四人の開発者名が候補として表示されるようになっていた。他にも「ことえりのてすと」、「ことえりのなかま」、「ことえりのかんしゃ」等で関係者個人名が表示される。
また、System7.5に対応したJapanese Language Kit 1.2に付属のことえりマニュアルでは、「つきのみやこへかえる」「たけのなかからみつけたおんなのこ」など竹取物語にちなんだ入力例文が使われていた。